# 纳赖尼
纳赖尼（Naraini），是印度北方邦Banda县的一个城镇。总人口13124（2001年）。

## 人口
该地2001年总人口13124人，其中男性7046人，女性6078人；0—6岁人口2416人，其中男1229人，女1187人；识字率56.53%，其中男性为66.42%，女性为45.06%。